# Matti Raekallio
Matti Juhani Raekallio, född 14 oktober 1954 i Helsingfors, är en finländsk pianist och professor.
Raekallio studerade först i Åbo för Tarmo Huovinen och i London. 1973 fick han andra pris i Maj Lind-tävlingen, varpå han fortsatte sina studier i Wien och Leningrad. Han har konserterat i bland annat Finland och USA, även tillsammans med sin hustru, violinisten Larissa Lev.
Han var 1984–1985 gästande professor vid Western Michigan university, och 1994–1995 professor vid Kungliga Musikhögskolan i Stockholm. 1996 förvärvade han doktorsgraden vid Sibelius-Akademin där han har undervisat sedan 1978, som professor i pianospel sedan 2001. Han har även undervisat vid Juilliard School i New York (åren 2007–2013 samt 2015) och Hochschule für Musik, Theater und Medien Hannover (sedan 2005).
Raekallios skivinspelningar omfattar Sergej Prokofjevs samtliga pianosonater, dennes hela produktion för violin och piano (tillsammans med Ilya Grubert) samt pianokonserter av Moritz Moszkowski, Anton Rubinstein, Aarre Merikanto, Selim Palmgren och Einar Englund.